# Oscar för bästa koreografi
Nedan följer en lista över vinnare av Oscar för Bästa koreografi, (Academy Award for Best Dance Direction). Det var ett kortvarigt pris som bara delades ut mellan 1935 och 1937, och hann därmed bara delas ut tre gånger. Vinnarna presenteras överst i fetstil och gul färg, och övriga nominerade för samma år följer under.

## 1930-talet
| År             | Koreograf                                                   | Film och nummer                                                                             |
| 1935 (8:e)     |                                                             |                                                                                             |
| -------------- | ----------------------------------------------------------- | ------------------------------------------------------------------------------------------- |
| 1935 (8:e)     | Dave Gould                                                  | Broadway melodi 1936 ("I've Got a Feeling You're Fooling") och Folies Bergère ("Straw Hat") |
| 1935 (8:e)     | Busby Berkeley                                              | Gold Diggers of 1935 ("Lullaby of Broadway") och ("The Words Are in My Heart")              |
| 1935 (8:e)     | Bobby Connolly                                              | Broadway Hostess ("Playboy from Paree") och Go Into Your Dance ("Latin from Manhattan")     |
| 1935 (8:e)     | Sammy Lee                                                   | King of Burlesque ("Lovely Lady") och ("Too Good to Be True")                               |
| 1935 (8:e)     | Hermes Pan                                                  | Top Hat ("Top Hat")                                                                         |
| 1935 (8:e)     | LeRoy Prinz                                                 | Hjärter kung ("Viennese Waltz") och Radioparaden ("It's the Animal in Me")                  |
| 1935 (8:e)     | Benjamin Zemach                                             | Hon den odödliga ("Hall of Kings")                                                          |
| 1936 (9:e)     |                                                             |                                                                                             |
| Seymour Felix  | Den store Ziegfeld ("A Pretty Girl Is Like a Melody")       |                                                                                             |
| Busby Berkeley | Gold Diggers 1937 ("Love and War")                          |                                                                                             |
| Bobby Connolly | Kom så gifter vi oss ("1000 Love Songs")                    |                                                                                             |
| Dave Gould     | Mitt liv är en dans ("Swingin' the Jinx Away")              |                                                                                             |
| Jack Haskell   | Skridskoprinsessan ("Skating Ensemble")                     |                                                                                             |
| Hermes Pan     | Dansen går ("Bojangles of Harlem")                          |                                                                                             |
| Russell Lewis  | Dansande piraten ("The Finale")                             |                                                                                             |
| 1937 (10:e)    |                                                             |                                                                                             |
| Hermes Pan     | En flicka i knipa ("Fun House")                             |                                                                                             |
| Busby Berkeley | Studentparaden ("The Finale")                               |                                                                                             |
| Bobby Connolly | Ready, Willing, and Able ("Too Marvelous for Words")        |                                                                                             |
| Dave Gould     | En dag på kapplöpningarna ("All God's Children Got Rhythm") |                                                                                             |
| Sammy Lee      | Ali Baba kommer till sta'n ("Swing Is Here to Stay")        |                                                                                             |
| Harry Losee    | På hal is ("Prince Igor Suite")                             |                                                                                             |
| LeRoy Prinz    | Hawaiinätter ("Luau")                                       |                                                                                             |